# Hernando de Ugarte y la Concha
Hernando de Ugarte y la Concha (Fuenterrabía 1610 ? - ) fue conquistador y gobernador Español del Virreinato de  Nueva España en la ciudad de Monterey  entre 1649 y 1653.
En 1650 envió una expedición desde Santa Fe, liderada por el capitán Diego del Castillo, para explorar lo que ahora es el centro norte de Texas.
Durante su mandato,  sofocó un levantamiento entre los indios  Jémez  aliados con los  Navajos.

## Biografía
Hernando de Ugarte y la Concha nació en Fuenterrabía, provincia de Guipúzcoa, a principios del siglo XVII.
Sus padres fueron Juan de Ugarte y Juana de Anguicia.
Al servicio de  la Monarquía Española   fue Gobernador Español de Nueva España  del recién fundado asentamiento de Monterrey  entre 1649 y 1653. 
En 1650, Hernando de Ugarte  envió una expedición desde Santa Fe, liderada por el capitán   Diego del Castillo, para explorar lo que ahora es el centro norte de Texas. La expedición llegó al territorio de los indios Tejas descubriendo el rio Concho, así denominado por las perlas que dijeron encontrar.
En 1654, ya fallecido Diego del Castillo,  se organizó otra expedición al mando de   Diego de Guadalajara para comprobar la verosimilitud de las hallazgos anteriores, viendo que lo que había en el rio  eran mejillones.

Virreinato de Nueva España

En 1650, Ugarte sofocó un levantamiento entre los indios Jémez  aliados con los indios Navajos.
Ante el intento de cristianizar a los indios, éstos  se volvieron cada vez más hostiles y expulsaron a los españoles del territorio en 1680.